# Journal of Functional Analysis
Le Journal of Functional Analysis est une revue de mathématiques spécialisée en analyse fonctionnelle publiée par Elsevier. Fondée par Paul Malliavin, Ralph S. Phillips et Irving Segal en 1967, ses rédacteurs en chef sont Daniel W. Stroock, Stefaan Vaes et Cédric Villani.
Il figure dans diverses bases de données, notamment Scopus, le Science Citation Index et le service SCImago Journal Rank.